# Алексеевка (Пономарёвский район)
Алексеевка — село в Пономарёвском районе Оренбургской области в составе Дюсьметьевского сельсовета.

## География
Находится на расстоянии примерно 30 километров по прямой на юг-юго-восток от районного центра села Пономарёвка.

## Климат
Климат резко континентальный, засушливый. Зима холодная, малоснежная, лето жаркое с частыми суховеями, быстрый переход от зимы к лету, короткий весенний период, недостаточность атмосферных осадков, сухость воздуха, интенсивность процессов испарения и обилие прямого солнечного освещения в течение весенне-летнего сезона. Среднегодовая температура воздуха +2,6 °С; среднемесячная температура самого холодного месяца (январь) −8,2 °C, самого тёплого месяца (июль) 25,7 °С; среднегодовое количество атмосферных осадков — 464 мм. Безморозный период составляет в среднем 150 дней в году. Летом почти ежегодно наблюдаются засушливые и суховейные периоды.

## История
Образовано в 1832 году переселенцами из Пензенской и Тамбовской губерний.

## Население
Постоянное население составляло 409 человек в 2002 году (русские 87 %), 276 в 2010 году.